# Silverstone Circuit
Silverstone Circuit är en racerbana belägen utanför Silverstone i England, Storbritannien. Här kördes det första VM-loppet i formel 1, som var Storbritanniens Grand Prix 1950. Storbritanniens Grand Prix kördes sedan här cirka vartannat år och årligen sedan 1987. Donington Park var tänkt att överta Storbritanniens GP från Silverstone, men banan fick behålla loppet då det skrevs på ett nytt  sjuttonårs-kontrakt 2010.
Silverstonebanan byggdes 1948 på ett tidigare flygfält. Flygfältet byggdes 1943. Den ursprungliga banan var 5 900 meter medan den nuvarande är 5 141 meter lång. Fram till 1987 var Silverstone en väldigt snabb bana. På banan körs bland annat formel 1, GP2, WTCC och BTCC. Det finns ett antal olika bansträckningar, bland annat en internationell, en nationell och en GP-bana.

## F1-vinnare
Härunder är en tabell över alla F1 vinnare och deras stall.
| Säsong | Förare                | Tillverkare      |
| ------ | --------------------- | ---------------- |
| 2022   | Carlos Sainz          | Ferrari          |
| 2021   | Lewis Hamilton        | Mercedes         |
| 2020   | Max Verstappen        | Red Bull         |
| 2020   | Lewis Hamilton        | Mercedes         |
| 2019   | Lewis Hamilton        | Mercedes         |
| 2018   | Sebastian Vettel      | Ferrari          |
| 2017   | Lewis Hamilton        | Mercedes         |
| 2016   | Lewis Hamilton        | Mercedes         |
| 2015   | Lewis Hamilton        | Mercedes         |
| 2014   | Lewis Hamilton        | Mercedes         |
| 2013   | Nico Rosberg          | Mercedes         |
| 2012   | Mark Webber           | Red Bull-Renault |
| 2011   | Fernando Alonso       | Ferrari          |
| 2010   | Mark Webber           | Red Bull-Renault |
| 2009   | Sebastian Vettel      | Red Bull-Renault |
| 2008   | Lewis Hamilton        | McLaren-Mercedes |
| 2007   | Kimi Räikkönen        | Ferrari          |
| 2006   | Fernando Alonso       | Renault          |
| 2005   | Juan Pablo Montoya    | McLaren-Mercedes |
| 2004   | Michael Schumacher    | Ferrari          |
| 2003   | Rubens Barrichello    | Ferrari          |
| 2002   | Michael Schumacher    | Ferrari          |
| 2001   | Mika Häkkinen         | McLaren-Mercedes |
| 2000   | David Coulthard       | McLaren-Mercedes |
| 1999   | David Coulthard       | McLaren-Mercedes |
| 1998   | Michael Schumacher    | Ferrari          |
| 1997   | Jacques Villeneuve    | Williams-Renault |
| 1996   | Jacques Villeneuve    | Williams-Renault |
| 1995   | Johnny Herbert        | Benetton-Renault |
| 1994   | Damon Hill            | Williams-Renault |
| 1993   | Alain Prost           | Williams-Renault |
| 1992   | Nigel Mansell         | Williams-Renault |
| 1991   | Nigel Mansell         | Williams-Renault |
| 1990   | Alain Prost           | Ferrari          |
| 1989   | Alain Prost           | McLaren-Honda    |
| 1988   | Ayrton Senna          | McLaren-Honda    |
| 1987   | Nigel Mansell         | Williams-Honda   |
| 1985   | Alain Prost           | McLaren-TAG      |
| 1983   | Alain Prost           | Renault          |
| 1981   | John Watson           | McLaren-Ford     |
| 1979   | Clay Regazzoni        | Williams-Ford    |
| 1977   | James Hunt            | McLaren-Ford     |
| 1975   | Emerson Fittipaldi    | McLaren-Ford     |
| 1973   | Peter Revson          | McLaren-Ford     |
| 1971   | Jackie Stewart        | Tyrrell-Ford     |
| 1969   | Jackie Stewart        | Tyrrell          |
| 1967   | Jim Clark             | Lotus-Ford       |
| 1965   | Jim Clark             | Lotus-Climax     |
| 1963   | Jim Clark             | Lotus-Climax     |
| 1960   | Jack Brabham          | Cooper-Climax    |
| 1958   | Peter Collins         | Ferrari          |
| 1956   | Juan Manuel Fangio    | Ferrari          |
| 1954   | José Froilán González | Ferrari          |
| 1953   | Alberto Ascari        | Ferrari          |
| 1952   | Alberto Ascari        | Ferrari          |
| 1951   | José Froilán González | Ferrari          |
| 1950   | Nino Farina           | Alfa Romeo       |

## GP2-vinnare
| Säsong | Heat 1          | Heat 2           |
| ------ | --------------- | ---------------- |
| 2009   | Alberto Valerio | Pastor Maldonado |
| 2008   | Giorgio Pantano | Bruno Senna      |
| 2007   | Andreas Zuber   | Andy Carroll     |
| 2006   | Lewis Hamilton  | Lewis Hamilton   |
| 2005   | Nico Rosberg    | Olivier Pla      |

## WTCC-vinnare
| Datum           | Heat 1                        | Heat 2                     |
| --------------- | ----------------------------- | -------------------------- |
| 28 augusti 2005 | Gabriele Tarquini, Alfa Romeo | Rickard Rydell, SEAT Sport |